# Hoàng Lang
Hoàng Lang (1930 – 2004) là một nhạc sĩ Việt Nam. Ông là tác giả của một số ca khúc như Hoài thu, Miền quê tôi,... và là thầy của nhạc sĩ Lam Phương.

## Cuộc đời
Hoàng Lang tên thật là Phạm Phúc Hiển, sinh năm 1930 trong một gia đình trung lưu tại Hóc Môn, Gia Định.
Năm 1948, ông bắt đầu viết tác phẩm đầu tay, mang tên "Tơ lòng nghệ sĩ". Sau đó, ông đã nhận Lam Phương làm học trò và xuất bản bài hát "Chiều thu ấy" với tên Lam Phương - Cẩm Huệ.
Năm 1954, ông là trưởng ban văn nghệ Dầu Giây, sau đó ông làm Trưởng ban nhạc đàn dây Hoàng Lang tại đài phát thanh Sài Gòn. Ông còn phụ trách chương trình Hương Xưa, chương trình Thi nhạc giao duyên của Vương Đức Lệ, hợp tác với các ban Cổ kim hòa điệu của Dương Thiệu Tước, Hoàng Trọng, Văn Phụng,...cho đến năm 1972. Cũng trong thời gian này, ông có mở một lớp nhạc dạy học trò, bao gồm nhạc sĩ Lam Phương, Văn Trí, Thùy Linh, Huy Phong, Trương Văn Tuyên, Dương Quang Định, Mai Châu,... Ông còn hợp tác với một số hãng dĩa, như hãng Dĩa Hát Việt Nam của Lê Ngọc Liên, Asia - Sóng Nhạc,... Ông còn có khả năng sử dụng nhiều loại nhạc cụ như đại hồ cầm, trung hồ cầm, mandolin,...
Năm 1972, ông sang Thụy Sĩ du học và bị kẹt lại, sau đó ông chọn định cư tại đây. Năm 1980, ông được chọn làm thông dịch viên của Tổng cục liên bang Thụy Sĩ và Hội Hồng thập tự Quốc tế.
Ông qua đời vào ngày 27 tháng 11 năm 2004 tại Genève, Thụy Sĩ sau một thời gian bị bệnh tiểu đường. Trước khi qua đời, ông đã cho xuất bản một tập nhạc mang tên "Nhạc tâm tình Hoàng Lang", bao gồm các bài ông viết từ trước và các bài ông viết sau này.
Ngoài vai trò nhạc sĩ, ông còn là một nhà báo cho báo Tiếng Chuông và là một giáo sư âm nhạc tại trường Petrus Ký. Ông còn viết sách giáo khoa Âm nhạc và đã được Kẻ Sĩ xuất bản năm 1970.

## Tác phẩm
- Áng mây trắng (1954)
- Tơ lòng nghệ sĩ (1948)
- Câu hát tâm tình (1953)[a][b]
- Dạ khúc hoài cảm (1958)
- Đẹp Hậu Giang (Văn Trí - Hoàng Lang) (1958)
- Bài ca dinh điền
- Quê tôi miền cái sắn
- Hoài thu (Văn Trí - Hoàng Lang) (1960) [c]
- Chiều thu ấy (Lam Phương - Cẩm Huệ) (1952)
- Qua mùa phượng vỹ (Hà Phương - Hoàng Lang) (1963)
- Chuyến tàu biên ải (1962)
- Một chiều mưa (Thùy Linh - Hoàng Lang) (1966)
- Tiếng hát đồi sim (thơ Nhất Tuấn[8])
- Ta vui ra đi
- Nhớ tình suối trăng (Thu Hồ - Hoàng Lang)
- Đẹp giòng Hương Giang
- Bài ca sông cửu (Văn Trí - Hoàng Lang)
- Thu biên thùy (Thu Hồ - Hoàng Lang)
- Xin trả lại em (Nhất Tuấn) (1969)
- Đàn tôi yêu một tiếng ca (1971)
- Miền quê tôi (Thùy Linh - Hoàng Lang) (1960)
- Đôi ta (Huy Phong - Hoàng Lang) (1961)
- Hoa cắm trên đầu súng (1959)
- Lá thư xanh (Lam Phương - Hoàng Lang) (1961)
- Một chiều mưa (Thùy Linh - Hoàng Lang) (1966)
- Đợi chờ (Trương Văn Tuyên - Hoàng Lang) (1962)
- Máu học sinh [d]
- Người ơi hát làm chi (Hoàng Lang - Thanh Nam) (1961)
- Dòng sông hát [e]
- Xóm cũ đường xưa
- Yêu em (1961)
- Đôi mắt người xưa (Hoàng Lang - Ngọc Linh)
- Thiên thu (thơ Vương Đức Lệ)
- Anh về giữa mùa hoa (Hoàng Lang - Thùy Linh) (1960)
- Cô gái xinh (1952)
- Cánh chim hồng
- Một đóa hoa rơi
- Cao sơn lưu thủy[f]
- Bài ca thương mến (Văn Trí - Hoàng Lang) (1960)
- Tâm tư (Hoàng Lang - Mạnh Bích) (1960)
- Kỷ niệm ngày qua (Hoàng Lang - Thanh Sơn) (1960)
- Gửi một niềm thương (Hoàng Lang - Thanh Sơn) (1960)
- Vinh danh đức mẹ Maria
- Tình đất
- Nắng thôn chiều (Hoàng Lang - Văn Trí)
- Mùa lúa mới
- Gặt lúa
- Trăng miền quê ngoại
- Thiên thu (thơ Vương Đức Lệ)
- Đồng nội đêm trăng
- Em từ đâu đến
- Tha thiết
- Nửa mảnh tình ca (1969)[g]
- Thu đi cho mắt nai buồn (Văn Trí - Hoàng Lang) (1970)
- Xông pha
- Lá thư xuân (Lam Phương - Hoàng Lang) (1957)
- Hẹn một mùa xuân (Hoàng Lang - Trương Văn Tuyên)
- Mộng đẹp đêm nay (Hoàng Lang - Hoài Linh)
- Khúc ca lên đường (1960)
- Gieo mạ
- Khúc hát bình minh